# Saint-Priest (Métropole de Lyon)
Saint-Priest ist eine französische Stadt mit 49.193 Einwohnern (Stand 1. Januar 2022) im Ballungsraum von Lyon. Administrativ gehört sie zum Arrondissement Lyon und zur Métropole de Lyon in der Region Auvergne-Rhône-Alpes. Die Einwohner des Orts heißen San-Priots oder Priestois.

## Geographie
Saint-Priest liegt in der südöstlichen Banlieue von Lyon und hat vor allem in den 1960er und 1970er Jahren ein rasantes Wachstum erlebt (Einwohnerzahl 1962: 10.681, 1982: 42.677). Die Stadt ist ein bedeutender Industriestandort, unter anderem mit der Hauptverwaltung und einem Lastwagenwerk von Renault Trucks (dem früheren Berliet-Werk) und der Hauptverwaltung des Busherstellers Irisbus. Saint-Priest ist auch Endpunkt der Linie T2 der Lyoner Straßenbahn.

## Städtepartnerschaften
Die deutsche Partnerstadt von Saint-Priest ist Mühlheim am Main bei Frankfurt am Main. Die Partnerschaft entstand am Rande der bereits länger bestehenden Partnerschaft zwischen den Großstädten Lyon und Frankfurt. Außerdem unterhält Saint-Priest eine Städtepartnerschaft mit Arezzo in Italien.
Saint-Priest war bis 2015 Teil des Kantons Saint-Priest.

## Persönlichkeiten
- Joseph Rogniat (1776–1840), General der Pioniere
- David Bettoni (* 1971), Fußballspieler und -trainer
- Jean-Guillaume Béatrix (* 1988), Biathlet
- Ève Périsset (* 1994), Fußballspielerin
- Delphine Cascarino (* 1997), Fußballspielerin